# Bahía de Nipe
La bahía de Nipe es una de las bahías de bolsa más grandes y profundas del mundo, situada en la costa nororiental de Cuba, dentro de la provincia de Holguín. Forma parte del litoral atlántico de la isla y se distingue tanto por su extensión y características geográficas como por su relevancia histórica, económica y ecológica. Su descubrimiento se atribuye a Cristóbal Colón durante su primer viaje en 1492, hecho que la ubica como un punto significativo en la historia de la exploración del continente americano.
La bahía se caracteriza por ser la más extensa y protegida de la zona norte de Cuba, y su estructura de bahía de bolsa (una especie de golfo interior semicerrado por tierra) le confiere aguas tranquilas y un ecosistema muy particular. En sus orillas se encuentran varios poblados y comunidades que dependen directamente de los recursos naturales y económicos que ofrece este cuerpo de agua, incluyendo Antilla, Guatemala, Felton y El Ramón, además de la isla cercana de Cayo Saetía, que es un destino turístico y natural de gran valor.
Uno de los aspectos culturales y religiosos más importantes asociados a la Bahía de Nipe es la tradición que indica que en esta zona fue donde se vio por primera vez la imagen de la Virgen de la Caridad del Cobre, patrona de Cuba y símbolo nacional, lo cual añade un significado espiritual y patrimonial al lugar.

## Ubicación geográfica
La Bahía de Nipe está situada en la costa norte de la provincia de Holguín, al oriente de Cuba, con coordenadas aproximadas que la ubican en el litoral atlántico. Limita al norte con el océano Atlántico y al sur con una extensa franja de tierra que forma su contorno y la delimita como una bahía de bolsa.
En sus inmediaciones desembocan importantes ríos, entre ellos el río Nipe y el río Mayarí, que aportan agua dulce y sedimentos, contribuyendo a la formación de humedales, manglares y zonas pantanosas aledañas. La combinación de estos ecosistemas acuáticos y terrestres hacen de la bahía un área de alta biodiversidad y de gran importancia ambiental.

## Tamaño, profundidad y capacidad
Esta es reconocida como la más grande y una de las más profundas bahías de bolsa del Caribe y del mundo. Su extensión supera los 400 km², con una configuración que le brinda gran protección natural contra las mareas y tormentas, creando un entorno idóneo para actividades marítimas y ecológicas.
Su profundidad varía considerablemente, llegando en algunos puntos a superar los 60 metros, lo cual permite la entrada y amarre de embarcaciones de gran calado, haciendo de esta bahía un punto estratégico para el transporte marítimo y la pesca.
La capacidad de la bahía para albergar diferentes tipos de ecosistemas y especies la convierte en un área vital para la conservación ambiental, así como para el desarrollo de actividades humanas sostenibles.

## Flora y fauna
La Bahía de Nipe y sus alrededores constituyen un área rica en biodiversidad. En las zonas costeras se encuentran extensos manglares que sirven como hábitat para numerosas especies marinas y aves migratorias. Los manglares y bosques pantanosos ayudan a proteger la costa de la erosión y ofrecen refugio y zonas de reproducción para peces, crustáceos y moluscos.
Entre las especies que habitan la bahía destacan varias variedades de peces comerciales, así como aves marinas como garzas, fragatas y cormoranes. En la isla de Cayo Saetía, dentro de la bahía, se pueden encontrar bosques tropicales y una fauna variada que incluye ciervos, jabalíes y especies protegidas, siendo un punto clave para la conservación y el turismo ecológico.

## Actividades económicas

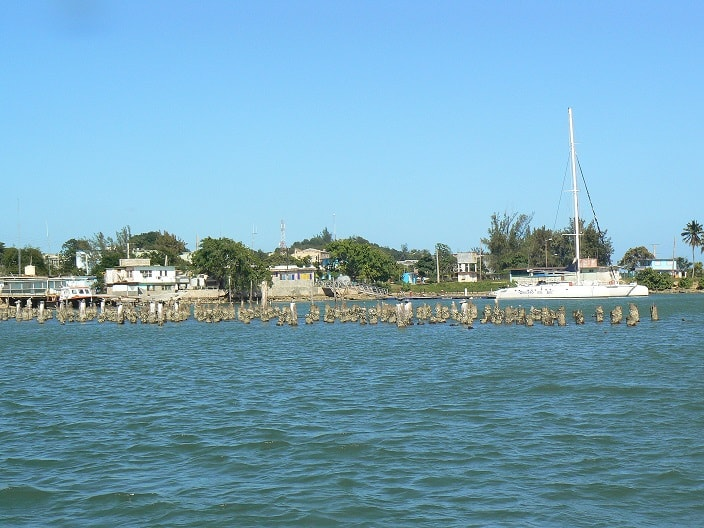
Imagen de la bahía.

Este es un centro económico importante en la región debido a varias actividades vinculadas a sus recursos naturales y estratégicos:
- Pesca: Ees un área tradicional para la pesca artesanal e industrial, con especies variadas que sustentan la economía local y regional.
- Puerto de Antilla:[6] Situado en las orillas de la bahía, el puerto de Antilla es uno de los más importantes del oriente cubano, especializado en la exportación de minerales y productos agrícolas.
- Turismo: Cayo Saetía,[7] ubicado dentro de la bahía, es un destino turístico que ofrece safaris ecológicos y playas vírgenes, aprovechando la riqueza natural del área.
- Agricultura y ganadería: Las tierras alrededor de la bahía son utilizadas para cultivos y crianza de animales, que complementan la economía local.

Además, la bahía ha sido objeto de planes de desarrollo para ampliar su capacidad portuaria y promover un turismo sostenible que conserve sus ecosistemas.

## Importancia histórica y cultural
Además de su descubrimiento en 1492 por Cristóbal Colón, la Bahía de Nipe posee una significación cultural muy especial para Cuba. Según la tradición religiosa, en sus alrededores fue donde apareció la imagen de la Virgen de la Caridad del Cobre, que es la patrona espiritual de Cuba.

## Aparición de la Virgen de la Caridad en la Bahía de Nipe

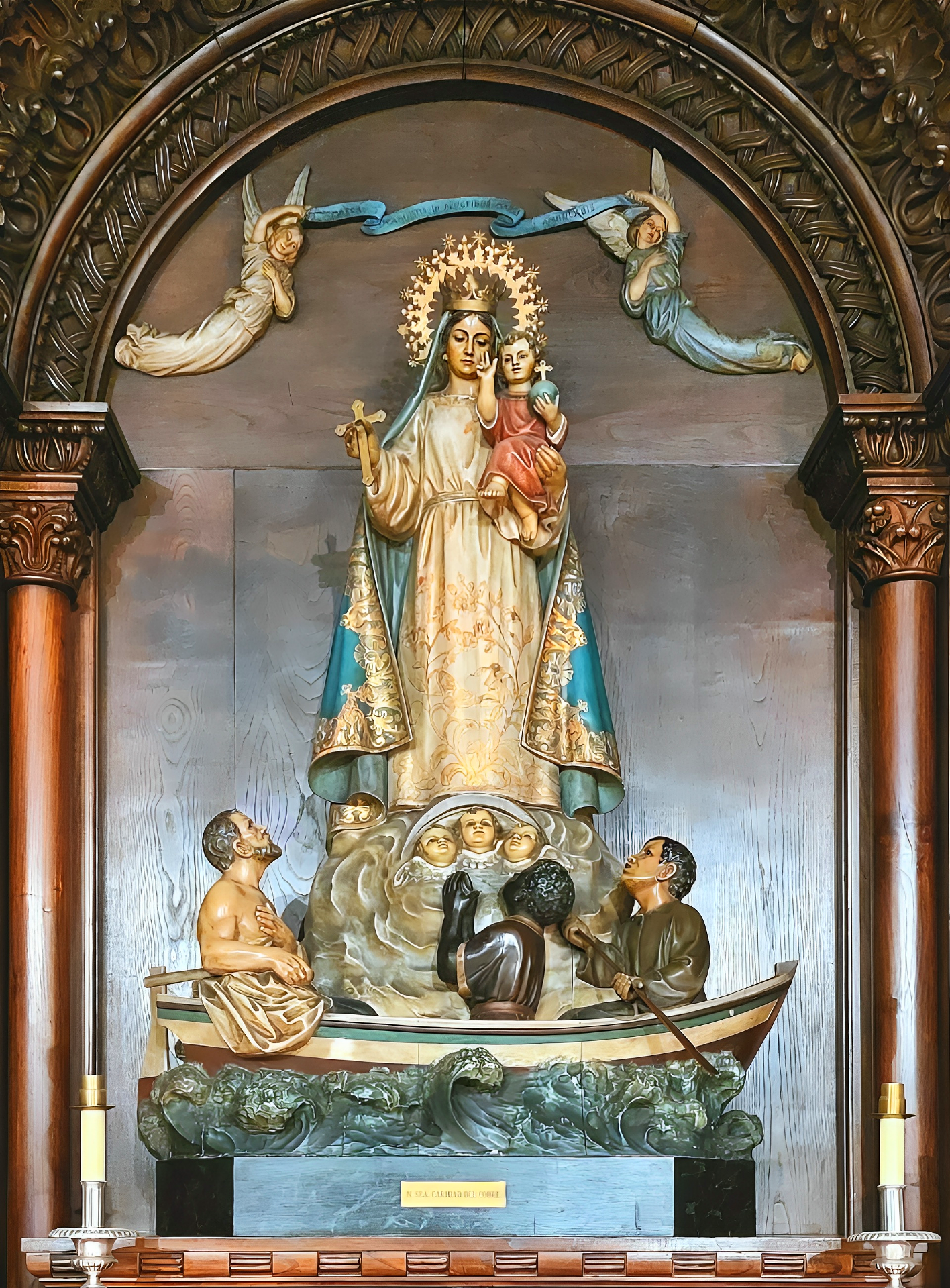
Representación de la Virgen.

La leyenda más conocida sobre la Virgen de la Caridad del Cobre, patrona de Cuba, narra que su imagen apareció en estas aguas a inicios del siglo XVII. Este relato es parte fundamental de la tradición religiosa y cultural cubana.

### Los "Tres Juanes"
Según la historia transmitida de generación en generación, tres personas fueron testigos del milagro:
- Juan Moreno, un niño esclavizado de origen africano.
- Juan de Hoyos y Rodrigo de Hoyos, dos hermanos campesinos, naturales del área.

Estos tres hombres son conocidos popularmente como “los tres Juanes”.
Estaban en una pequeña embarcación cruzando la Bahía de Nipe para buscar sal en la zona de Cayo Francés, cerca del poblado de Barajagua, cuando se desató una tormenta muy fuerte. Temieron por sus vidas, pero de pronto el mar se calmó y, según el testimonio recogido posteriormente, vieron algo flotando en el agua.

Era una pequeña imagen de la Virgen María, de unos 40 cm de alto, hecha de madera. Llevaba el Niño Jesús en un brazo y una cruz en la mano. Lo más asombroso, aseguran, es que la imagen estaba completamente seca, a pesar de haber flotado en el mar. A sus pies había una tablilla que decía:
"Yo soy la Virgen de la Caridad."

### El destino de la imagen
Los tres hombres llevaron la imagen a la zona de El Cobre, cerca de Santiago de Cuba, donde fue venerada desde entonces. Con el tiempo, se convirtió en uno de los símbolos religiosos y culturales más importantes del país.
La devoción a la Virgen creció de tal forma que en 1916 fue proclamada Patrona de Cuba por el papa Benedicto XV. Su santuario se construyó en el poblado de El Cobre, donde miles de personas peregrinan cada año.